# 피터 벅
피터 로런스 벅(Peter Lawrence Buck, 1956년 12월 6일 ~ )은 미국의 기타리스트로, R.E.M.의 일원으로 활동하였다.